# Do Do Do EP
Do Do Do EP è un EP degli Snuff pubblicato nel 1996.

## Tracce
1. Standing in the Shadows of Love – 2:22
2. I Will Survive – 2:48
3. Soul Limbo – 4:04
4. It Must Be Boring Being in Snuff – 1:23